# 东嘎·洛桑赤列
东嘎·洛桑赤列（藏語：དུང་དཀར་བློ་བཟང་འཕྲིན་ལས་，威利转写：dung dkar blo bzang 'phrin las；1927年—1997年7月21日）藏族，西藏林芝人，第八世東嘎活佛、藏學家。

## 生平
民國23年（1934年）他7歲時经十三世達賴圈定，被認定為林芝覺木宗扎西曲林寺第八世東嘎活佛。从7岁到10歲，他在扎西曲林寺學經。1937年，10歲時到拉薩色拉寺麥扎倉學經，1947年獲拉然巴格西。隨后，入拉薩上密院學密宗，並到上密院以外拜師學習文法、詩學，一直至1954年。
1956年起，任塔工宗教事務委員會副主任。1959年，赴中央民族學院開辦古藏文專修班，并被薦任为藏文教師。1965年回到西藏以后，開始了11年的勞動生活。
1978年，重新回到中央民族學院任教，並任藏族文學專業碩士研究生導師。1980年，在中央民族學院被評為副教授，1986年被評為教授。1987年，获中华人民共和国人事部授予“國家級有突出貢獻的優秀專家”稱號。后来，他調到西藏大學任教授。
他歷任中國佛教協會理事、中國佛教協會西藏分會常務理事、西藏自治區政協常委、西藏社會科學院名譽院長、中國藏學研究中心副總干事，第六、七、八屆全國政協委員等職务。

## 著作
- 《漢藏歷史詞典》
- 《漢藏歷史年表》
- 《論西藏的政教合一制度》
- 《西藏各教派鬥爭史》
- 《布達拉宮及大昭寺史略》
- 《詩學明鑒》
- 《西藏目錄學》
- 《論西藏教育》
- 校勘并注釋《賢者喜宴》、《紅史》、《頗羅鼐傳》、《舊式公文》等
- 參加《藏漢大辭典》、《布達拉宮史》、《拉薩志》等书的编撰及審定。[2]